# Marjo van Soest

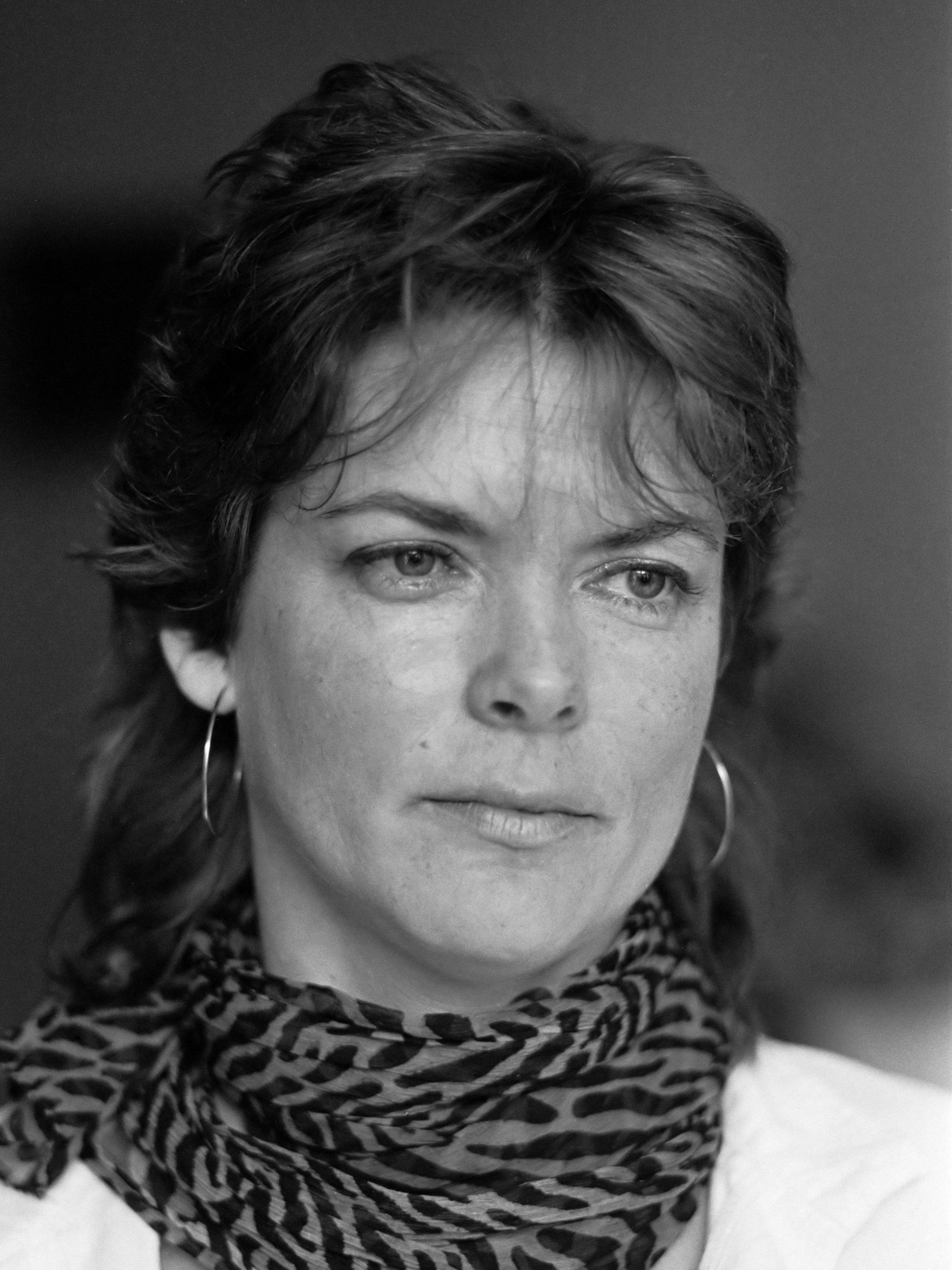
Marjo van Soest (1984)

Marjo van Soest (1944) is een Nederlandse feministe, journaliste en schrijfster.
Van Soest was actief in de vrouwenbeweging en onder meer betrokken bij Dolle Mina, mede-oprichter van de Feministische Uitgeverij Sara en redacteur bij het feministische tijdschrift Serpentine.  
Ze was redactrice en enige tijd hoofdredacteur van het opinieweekblad  De Nieuwe Linie, en daarmee ook de eerste vrouwelijke hoofdredacteur van een Nederlands opinieweekblad. Ze schreef later voor onder meer Vrij Nederland (als redactrice)  en Opzij.
In haar artikelen en boeken was het thema vaak de man-vrouw-relatie, en daarnaast kwesties rond ziekte en gezondheid en de daarmee verbonden beroepsbeoefenaren.

## Publicaties
Van Soest schreef naast talloze artikelen onder meer de volgende boeken:
- Soest, Marjo van & Eva Besnyö (red.), 1975, Meid, wat ben ik bewust geworden. Vijf jaar Dolle Mina, Stichting Uitgeverij Dolle Mina, Den Haag.
- Outshoorn,Joyce & Marjo van Soest, 1977, Lijfsbehoud. Tien jaar abortusstrijd in Nederland (1967-1977), Stichting Uitgeverij Dolle Mina, Den Haag.
- Soest, Marjo van & Anja Meulenbelt, 1984, Mannen, wat is er met jullie gebeurd?, Sara, Amsterdam.
- Waar liefde in het spel is, 1984. Vert. van: The truth game van Anne Betteridge (pseud. van Margaret Potter)
- Soest, Marjo van & Hanneke Wijgh, 1986, Maginot, Sara, Amsterdam.
- Soest, Marjo van, 1989, Andermans ziel. Psychotherapeuten over zichzelf en hun vak. Nijgh & Van Ditmar, Amsterdam
- Ladan, Nicoline & Marjo van Soest (red.), 1989, Speciale emancipatie van de ziel; essays over de positie van de vrouw. Nijgh & Van Ditmar, Amsterdam.
- Soest, Marjo van, 1991, Over de regels van het spel. Nijgh & Van Ditmar, Amsterdam
- Soest, Marjo van, 1992, Heelmeesters, medici over zichzelf en hun vak. Nijgh & Van Ditmar, Amsterdam.
- Holtrop, Aukje & Marjo van Soest, 1995, Portraids. Jongeren en aids, Nijgh & Van Ditmar, Amsterdam.
- Holtrop, Aukje, Gon Buurman & Marjo van Soest, 1995, Over liefde, De Brink, Amsterdam.
- Mak; Geert, Anthon Beeke, Marjo van Soest & Sacha Happee, 1997, Amsterdam op steen, Amsterdam op zilver, Rotaform, Lelystad / Van Gennep Amsterdam.
- Soest, Marjo van, 1998, Andermans ziel, psychotherapeuten over zichzelf en hun vak. Nijgh & Van Ditmar, Amsterdam.